# Frank Finlay
Francis "Frank" Finlay CBE (Lancashire, Anglaterra; 6 d'agost de 1926 - 30 de gener de 2016) va ser un actor de cinema, teatre i televisió anglès.

## Biografia[calcitació]
Va ser educat en la St. Gregory the Great School i va aprendre per a carnisser com el seu pare, guanyant un diploma de gremis del comerç. Va conèixer a la seva futura esposa, Doreen Sheperd, quan tots dos eren membres del Little Theatre Farnworth. Vivien en Shepperton, Middlesex, fins a la mort d'aquesta en 2005.
S'ha destacat principalment en l'escena teatral, encara que ha tingut interpretacions en cinema, on ha aparegut des de principis dels anys 1960. Va ser nominat a l'Oscar per la seva interpretació de Iago en la versió de Othello (1965) basada en la producció del Royal National Theatre de Gran Bretanya, on va actuar al costat de Laurence Olivier.
Les seves pel·lícules més conegudes són The Longest Day (1962), Les sandàlies del pescador (1968), Cromwell (1970), La chiave (1983), Força vital (1985), El pianista (2002) i tres lliuraments d'Els tres mosqueters: Els tres mosqueters (1973), Els quatre mosqueters (1974) i El retorn dels mosqueters (1989).

## Filmografia
Els seus treballs més destacats són:
| Any  | Pel·lícula                                                                   | Paper                           | Notes                                                 |
| ---- | ---------------------------------------------------------------------------- | ------------------------------- | ----------------------------------------------------- |
| 1962 | Private Potter                                                               | Capità Patterson                |                                                       |
| 1962 | Life for Ruth                                                                | Henry - Teddy pare              |                                                       |
| 1962 | The Longest Day                                                              | Privat Coke                     |                                                       |
| 1962 | La soledat del corredor de fons (The Loneliness of the Long Distànce Runner) | empleat taulell                 |                                                       |
| 1963 | Doctor in Distress                                                           | Corsetiere                      |                                                       |
| 1963 | The Informers                                                                | Venedor                         |                                                       |
| 1963 | The Wild Affair                                                              | Borratxo                        |                                                       |
| 1964 | Un juny massa càlid (Hot Enough for June)                                    | porter de l'ambaixada britànica |                                                       |
| 1964 | L'Home de Comèdia                                                            | Prout                           |                                                       |
| 1965 | Othello                                                                      | Iago                            |                                                       |
| 1965 | Terror a Whitechapel                                                         | Inspector Lestrade              | Represa catorze anys més tard a Assassinat per decret |
| 1966 | The Sandwich Man                                                             | Segon porter                    |                                                       |
| 1967 | The Deadly Bees                                                              | H.W. Manfred                    |                                                       |
| 1967 | The Jokers                                                                   | Home assetjat                   |                                                       |
| 1967 | Robbery                                                                      | Robinson                        |                                                       |
| 1967 | I'll Never Forget What's'isname                                              | Capellà                         |                                                       |
| 1967 | The Spare Tyres                                                              | Conseller                       |                                                       |
| 1967 | Les Misérables                                                               | Jean Valjean                    | Sèrie de televisió                                    |
| 1968 | L'inspector Clouseau                                                         | Superintendent Weaver           |                                                       |
| 1968 | Les sandàlies del pescador                                                   | Igor Bounin                     |                                                       |
| 1968 | Twisted Nerve                                                                | Henry Durnley                   |                                                       |
| 1970 | Odi a les entranyes                                                          | Davies                          |                                                       |
| 1970 | Cromwell                                                                     | John Carter                     |                                                       |
| 1971 | Assault                                                                      | Detectiu Cap Supt. Velyan       |                                                       |
| 1971 | Gumshoe                                                                      | William Ginley                  |                                                       |
| 1972 | Sitting Target                                                               | Marty Or                        |                                                       |
| 1972 | Danny Jones                                                                  | Jones                           |                                                       |
| 1972 | Neither the Sea Nor the Sand                                                 | George Dabernon                 |                                                       |
| 1973 | Shaft in Africa                                                              | Amafi                           |                                                       |
| 1973 | Els tres mosqueters (The Three Musketeers)                                   | Porthos / O'Reilly              |                                                       |
| 1974 | Els quatre mosqueters                                                        | Porthos                         | Seqüela de Els Tres Mosqueters                        |
| 1977 | Comte Dràcula                                                                | Abraham van Helsing             | telefilm                                              |
| 1978 | The Wild Geese                                                               | Pare Geoghagen                  |                                                       |
| 1979 | Ring of Darkness                                                             | Paul                            | aka Satan Muller                                      |
| 1979 | Assassinat per decret                                                        | Inspector Lestrade              |                                                       |
| 1982 | The Return of the Soldier                                                    | William Gris                    |                                                       |
| 1982 | Enigma                                                                       | Canarsky                        |                                                       |
| 1983 | The Ploughman's Lunch                                                        | Matthew                         |                                                       |
| 1983 | The Key                                                                      | Nino Rolfe                      |                                                       |
| 1984 | Conte de Nadal (A Christmas Carol)                                           | El fantasma de Jacob Marley     | telefilm                                              |
| 1984 | Sakharov                                                                     | Kravtsov                        | telefilm                                              |
| 1985 | 1919                                                                         | Sigmund Freud (veu)             |                                                       |
| 1985 | Lifeforce                                                                    | Hans                            |                                                       |
| 1989 | El retorn dels mosqueters (The Return of the Musketeers)                     | Porthos                         | Pel·lícula final en la trilogia dels Mosqueters       |
| 1990 | King of the Wind                                                             | Edward Coke                     |                                                       |
| 1992 | Cthulhu Mansion                                                              | Chandu                          |                                                       |
| 1993 | Sparrow                                                                      | Pare Nunzio                     |                                                       |
| 1995 | Gospa                                                                        | Monsignor                       |                                                       |
| 1996 | Tiré à Part                                                                  | John Rathbone                   |                                                       |
| 1997 | For My Baby                                                                  | Rudi Wittfogel                  |                                                       |
| 1998 | Stiff Upper Lips                                                             | Hudson Junior                   |                                                       |
| 1998 | So This Is Romance?                                                          | El papà de Mike                 |                                                       |
| 1999 | Dreaming of Joseph Lees                                                      | Pare                            |                                                       |
| 2000 | Ghosthunter                                                                  | Charlie Fielding                | Pel·lícula curta                                      |
| 2001 | The Martins                                                                  | Heath                           |                                                       |
| 2002 | The Pianist                                                                  | Pare                            |                                                       |
| 2002 | Silent Cry                                                                   | Robert Barrum                   |                                                       |
| 2003 | La sentència (The Statement)                                                 | Comissari Vionnet               |                                                       |
| 2003 | Eroica                                                                       | Joseph Haydn                    | telefilm                                              |
| 2003 | The Lost Prince                                                              | H.H. Asquith                    | telefilm                                              |
| 2004 | Lighthouse Hill                                                              | Alfred                          |                                                       |
| 2007 | The Waiting Room                                                             | Roger                           |                                                       |
| 2008 | Merlin                                                                       | Anhora                          | Episodi: "El Laberint de Gedref"                      |

## Premis
Oscar
| Any  | Categoria                   | Pel·lícula | Resultat |
| ---- | --------------------------- | ---------- | -------- |
| 1965 | Millor actor de repartiment | Othello    | Candidat |

Premis Globus d'Or
| Any  | Categoria              | Pel·lícula | Resultat |
| ---- | ---------------------- | ---------- | -------- |
| 1966 | Millor actor secundari | Othello    | Nominat  |

Premis BAFTA
| Any  | Categoria                   | Pel·lícula                                                      | Resultat  |
| ---- | --------------------------- | --------------------------------------------------------------- | --------- |
| 1983 | Millor actor de repartiment | The Return of the Soldier                                       | Candidat  |
| 1973 | Millor actor de televisió   | The Adventures of Don Quixote Candide The Death of Adolf Hitler | Guanyador |
| 1971 | Millor actor de televisió   | Casanova                                                        | Candidat  |
| 1965 | Millor actor revelació      | Othello                                                         | Candidat  |

Festival Internacional de Cinema de Sant Sebastià
| Any  | Categoria                          | Pel·lícula | Resultat  |
| ---- | ---------------------------------- | ---------- | --------- |
| 1965 | Conquilla de Plata al millor actor | Othello    | Guanyador |